# APB Súmate
Autonomía Para Bolivia Súmate (APB Súmate o APB-Súmate), es un partido político conservador-liberal en Bolivia fundado el 13 de diciembre de 2024. Su líder político es Manfred Reyes Villa, actualmente alcalde por la ciudad de Cochabamba y fundador de la extinta Nueva Fuerza Republicana (de la cual, heredó sus colores).
El partido es el resultado de la fusión de las agrupaciones ciudadanas Autonomía Para Bolivia y Súmate, esta última también liderada por Reyes Villa.
El jefe nacional es Henrry Paredes y su sede se encuentra en la ciudad de Santa Cruz de la Sierra, aunque anteriormente cuando se denominó Súmate tenía su sede en la ciudad de Cochabamba.

## Historia

### Antecedentes

#### Nueva Fuerza Republicana (1995-2010)
Manfred Reyes Villa fundó en 1995, su propio partido, Nueva Fuerza Republicana (NFR), tras abandonar las filas de Acción Democrática Nacionalista (ADN). En las elecciones de 1997, NFR apoyo a la coalición junto con sus aliados, ADN y  el Partido Demócrata Cristiano (PDC), donde el expresidente de Bolivia y general, Hugo Banzer ganó la elección y asumió la presidencia.

### Como Autonomía Para Bolivia (2005-2024)

#### Coalición "Plan Progreso para Bolivia-Convergencia Nacional" (2009-2014)
Fue fundada mediante la coalición Plan Progreso para Bolivia-Convergencia Nacional, que reunía a Nueva Fuerza Republicana, Movimiento Nacionalista Revolucionario, Plan Progreso para Bolivia y Partido Popular, para las elecciones de 2009, donde perdió ante Evo Morales del MAS-IPSP.

### Súmate; como agrupación ciudadana (2021-2024)
Luego de las protestas en Bolivia, provocadas por la crisis política de Bolivia que derivó en la renuncia de Evo Morales a la presidencia de Bolivia tras indicios de un fraude electoral, Reyes Villa regresó a Bolivia para lanzar su campaña política por la Alcaldía de Cochabamba. Ganó en las Elecciones subnacionales de Bolivia de 2021, por un voto mayoritario del 55,63%.

### APB-Súmate; como partido político (2024-presente)
En agosto de 2024, Reyes Villa insinuó la posibilidad de crear un partido político, de cara a las elecciones generales del siguiente año. Para ello, utilizó la sigla Autonomía para Bolivia que fue partícipe de la coalición "Plan Progreso para Bolivia-Convergencia Nacional", el año 2009. A través de una solicitud al Tribunal Supremo Electoral, se cambió la denominación a APB - Súmate, usando también las siglas Fuerza Republicana Democrática Nacional.
El anuncio, también implicó que Sumate pasaba de ser una agrupación ciudadana a convertirse en un partido político. Para ello, el TSE le exigió recolectar más de 100.000 firmas para avalar su conversión a un partido político de carácter nacional.

## Resultados electorales

### Presidenciales
| Año  | Fórmula             | Fórmula             | Fórmula             | Votos   | %               | Posición | Nota      |
| Año  | Presidente          | Presidente          | Vicepresidente      | Votos   | %               | Posición | Nota      |
| ---- | ------------------- | ------------------- | ------------------- | ------- | --------------- | -------- | --------- |
| 2025 | Manfred Reyes Villa | Manfred Reyes Villa | Juan Carlos Medrano | 335 126 | \| \| 6,62 % \| | (5°)     | No electo |
|      | 6,62 %              |                     |                     |         |                 |          |           |

### Parlamentarias
| Año  | Votos   | %               | Legisladores | Legisladores | Posición | Nota |
| Año  | Votos   | %               | Senadores    | Diputados    | Posición | Nota |
| ---- | ------- | --------------- | ------------ | ------------ | -------- | ---- |
| 2025 | 335 126 | \| \| 6.62 % \| | 1/36         | 6/130        | (5°)     |      |
|      | 6.62 %  |                 |              |              |          |      |

### Subnacionales
| Año  | Candidato     | Votos   | %                | Posición | Resultado | Notas |
| ---- | ------------- | ------- | ---------------- | -------- | --------- | --- |
| 2021 | Henry Paredes | 267 308 | \| \| 25.17 % \| | (2°)     | No electo | Como parte de la agrupación Súmate Ver lista - Acción Democrática Nacionalista (ADN) - Nueva Fuerza Republicana (NFR) - Renovación Total (RETO) - Sinchi Warmis |
|      | 25.17 %       |         |                  |          |           | |

#### Municipios ganados
| Año  | Departamento | Cargo y municipio     | Candidato           | Resultado        |
| ---- | ------------ | --------------------- | ------------------- | ---------------- |
| 2021 | Cochabamba   | Alcalde de Cochabamba | Manfred Reyes Villa | \| \| 55.63 % \| |
|      | 55.63 %      |                       |                     |                  |